# Flockskinn
Flockskinn (Athelopsis subinconspicua) är en svampart som först beskrevs av Viktor Litschauer, och fick sitt nu gällande namn av Jülich 1975. Flockskinn ingår i släktet Athelopsis och familjen Atheliaceae.  Arten är reproducerande i Sverige. Inga underarter finns listade i Catalogue of Life.